# 10e étape du Tour d'Espagne 2021
Pour un article plus général, voir Tour d'Espagne 2021.
La 10e étape du Tour d'Espagne 2021 se déroule le mardi 24 août 2021, entre Roquetas de Mar et Rincón de la Victoria, sur une distance de 189 km.

## Déroulement de l'étape
L'échappée du jour prend forme après 70 kilomètres de course. Elle est formée de 30 coureurs et compte jusqu'à plus de 13 minutes d'avance sur le peloton emmené par la seule équipe Jumbo-Visma du maillot rouge Primož Roglič. À 40 kilomètres de l'arrivée, des attaques fusent dans cet important groupe d'échappés mais c'est dans l'ascension de l'Alto de Almacar que la victoire d'étape se joue : une attaque du Portugais Rui Oliveira (UAE) est reprise par un petit groupe duquel s'extrait l'Australien Michael Storer (DSM) qui accentue progressivement son avance sur ses poursuivants. Dans le peloton, Roglič attaque ses adversaires dans l'Alto de Almacar mais glisse et chute dans la descente de ce col et est repris par ses poursuivants. Michael Storer remporte sa seconde étape sur cette Vuelta tandis que le Norvégien Odd Christian Eiking (Intermarché-Wanty Gobert) classé cinquième de l'étape à 22 secondes du vainqueur, s'empare du maillot rouge et relègue Roglič à la troisième place du classement général à plus de 2 minutes.

## Résultats

### Classement de l'étape
| \| Classement de l'étape \| Classement de l'étape \| Classement de l'étape \| Classement de l'étape \| Classement de l'étape \| \| Coureur \| Coureur \| Pays \| Équipe \| Temps \| \| --------------------- \| --------------------- \| --------------------- \| ---------------------------------- \| --------------------- \| \| 1er \| Michael Storer \| Australie \| Team DSM \| 4 h 09 min 21 s \| \| 2e \| Mauri Vansevenant \| Belgique \| Deceuninck-Quick Step \| + 22 s \| \| 3e \| Clément Champoussin \| France \| AG2R Citroën Team \| + 22 s \| \| 4e \| Dylan van Baarle \| Pays-Bas \| Ineos Grenadiers \| + 22 s \| \| 5e \| Odd Christian Eiking \| Norvège \| Intermarché-Wanty-Gobert Matériaux \| + 22 s \| \| 6e \| Jhonatan Narváez \| Équateur \| Ineos Grenadiers \| + 51 s \| \| 7e \| Nick Schultz \| Australie \| BikeExchange \| + 51 s \| \| 8e \| Geoffrey Bouchard \| France \| AG2R Citroën Team \| + 51 s \| \| 9e \| Lilian Calmejane \| France \| AG2R Citroën Team \| + 51 s \| \| 10e \| Kenny Elissonde \| France \| Trek-Segafredo \| + 51 s \| |                      |           |                                    |                 |
| |                      |           |                                    |                 |
| Source : ProCyclingStats |                      |           |                                    |                 |
| Classement de l'étape |                      |           |                                    |                 |
| Coureur | Coureur              | Pays      | Équipe                             | Temps           |
| 1er | Michael Storer       | Australie | Team DSM                           | 4 h 09 min 21 s |
| 2e | Mauri Vansevenant    | Belgique  | Deceuninck-Quick Step              | + 22 s          |
| 3e | Clément Champoussin  | France    | AG2R Citroën Team                  | + 22 s          |
| 4e | Dylan van Baarle     | Pays-Bas  | Ineos Grenadiers                   | + 22 s          |
| 5e | Odd Christian Eiking | Norvège   | Intermarché-Wanty-Gobert Matériaux | + 22 s          |
| 6e | Jhonatan Narváez     | Équateur  | Ineos Grenadiers                   | + 51 s          |
| 7e | Nick Schultz         | Australie | BikeExchange                       | + 51 s          |
| 8e | Geoffrey Bouchard    | France    | AG2R Citroën Team                  | + 51 s          |
| 9e | Lilian Calmejane     | France    | AG2R Citroën Team                  | + 51 s          |
| 10e | Kenny Elissonde      | France    | Trek-Segafredo                     | + 51 s          |

## Classements à l'issue de l'étape

### Classement général
| \| Classement général \| Classement général \| Classement général \| Classement général \| Classement général \| \| Coureur \| Coureur \| Pays \| Équipe \| Temps \| \| ------------------ \| -------------------- \| ------------------ \| ---------------------------------- \| ------------------ \| \| 1er \| Odd Christian Eiking \| Norvège \| Intermarché-Wanty-Gobert Matériaux \| 38 h 37 min 46 s \| \| 2e \| Guillaume Martin \| France \| Cofidis \| + 58 s \| \| 3e \| Primož Roglič \| Slovénie \| Jumbo-Visma \| + 2 min 17 s \| \| 4e \| Enric Mas \| Espagne \| Movistar Team \| + 2 min 45 s \| \| 5e \| Miguel Ángel López \| Colombie \| Movistar Team \| + 3 min 38 s \| \| 6e \| Jack Haig \| Australie \| Bahrain Victorious \| + 3 min 59 s \| \| 7e \| Egan Bernal \| Colombie \| Ineos Grenadiers \| + 4 min 46 s \| \| 8e \| Sepp Kuss \| États-Unis \| Jumbo-Visma \| + 4 min 57 s \| \| 9e \| Adam Yates \| Royaume-Uni \| Ineos Grenadiers \| + 5 min 01 s \| \| 10e \| Felix Großschartner \| Autriche \| Bora-Hansgrohe \| + 5 min 42 s \| |                      |             |                                    |                  |
| |                      |             |                                    |                  |
| Source : ProCyclingStats |                      |             |                                    |                  |
| Classement général |                      |             |                                    |                  |
| Coureur | Coureur              | Pays        | Équipe                             | Temps            |
| 1er | Odd Christian Eiking | Norvège     | Intermarché-Wanty-Gobert Matériaux | 38 h 37 min 46 s |
| 2e | Guillaume Martin     | France      | Cofidis                            | + 58 s           |
| 3e | Primož Roglič        | Slovénie    | Jumbo-Visma                        | + 2 min 17 s     |
| 4e | Enric Mas            | Espagne     | Movistar Team                      | + 2 min 45 s     |
| 5e | Miguel Ángel López   | Colombie    | Movistar Team                      | + 3 min 38 s     |
| 6e | Jack Haig            | Australie   | Bahrain Victorious                 | + 3 min 59 s     |
| 7e | Egan Bernal          | Colombie    | Ineos Grenadiers                   | + 4 min 46 s     |
| 8e | Sepp Kuss            | États-Unis  | Jumbo-Visma                        | + 4 min 57 s     |
| 9e | Adam Yates           | Royaume-Uni | Ineos Grenadiers                   | + 5 min 01 s     |
| 10e | Felix Großschartner  | Autriche    | Bora-Hansgrohe                     | + 5 min 42 s     |

| Classement par points | Classement par points | Classement par points | Classement par points | Classement par points |
| Coureur               | Coureur               | Pays                  | Équipe                | Points                |
| --------------------- | --------------------- | --------------------- | --------------------- | --------------------- |
| 1er                   | Fabio Jakobsen        | Pays-Bas              | Deceuninck-Quick Step | 180 pts               |
| 2e                    | Jasper Philipsen      | Belgique              | Alpecin-Fenix         | 164 pts               |
| 3e                    | Arnaud Démare         | France                | Groupama-FDJ          | 74 pts                |
| 4e                    | Alberto Dainese       | Italie                | Team DSM              | 73 pts                |
| 5e                    | Primož Roglič         | Slovénie              | Jumbo-Visma           | 71 pts                |
| 6e                    | Michael Matthews      | Australie             | BikeExchange          | 70 pts                |
| 7e                    | Magnus Cort Nielsen   | Danemark              | EF Education-Nippo    | 67 pts                |
| 8e                    | Lilian Calmejane      | France                | AG2R Citroën Team     | 59 pts                |
| 9e                    | Matteo Trentin        | Italie                | UAE Team Emirates     | 54 pts                |
| 10e                   | Alex Aranburu         | Espagne               | Astana-Premier Tech   | 52 pts                |

| Classement par points | Classement par points | Classement par points | Classement par points | Classement par points |
| Coureur               | Coureur               | Pays                  | Équipe                | Points                |
| --------------------- | --------------------- | --------------------- | --------------------- | --------------------- |
| 1er                   | Fabio Jakobsen        | Pays-Bas              | Deceuninck-Quick Step | 180 pts               |
| 2e                    | Jasper Philipsen      | Belgique              | Alpecin-Fenix         | 164 pts               |
| 3e                    | Arnaud Démare         | France                | Groupama-FDJ          | 74 pts                |
| 4e                    | Alberto Dainese       | Italie                | Team DSM              | 73 pts                |
| 5e                    | Primož Roglič         | Slovénie              | Jumbo-Visma           | 71 pts                |
| 6e                    | Michael Matthews      | Australie             | BikeExchange          | 70 pts                |
| 7e                    | Magnus Cort Nielsen   | Danemark              | EF Education-Nippo    | 67 pts                |
| 8e                    | Lilian Calmejane      | France                | AG2R Citroën Team     | 59 pts                |
| 9e                    | Matteo Trentin        | Italie                | UAE Team Emirates     | 54 pts                |
| 10e                   | Alex Aranburu         | Espagne               | Astana-Premier Tech   | 52 pts                |

| Classement de la montagne | Classement de la montagne | Classement de la montagne | Classement de la montagne          | Classement de la montagne |
| Coureur                   | Coureur                   | Pays                      | Équipe                             | Points                    |
| ------------------------- | ------------------------- | ------------------------- | ---------------------------------- | ------------------------- |
| 1er                       | Damiano Caruso            | Italie                    | Bahrain Victorious                 | 28 pts                    |
| 2e                        | Romain Bardet             | France                    | Team DSM                           | 22 pts                    |
| 3e                        | Michael Storer            | Australie                 | Team DSM                           | 17 pts                    |
| 4e                        | Pavel Sivakov             | Russie                    | Ineos Grenadiers                   | 16 pts                    |
| 5e                        | Jack Haig                 | Australie                 | Bahrain Victorious                 | 15 pts                    |
| 6e                        | Primož Roglič             | Slovénie                  | Jumbo-Visma                        | 12 pts                    |
| 7e                        | Kenny Elissonde           | France                    | Trek-Segafredo                     | 11 pts                    |
| 8e                        | Rein Taaramäe             | Estonie                   | Intermarché-Wanty-Gobert Matériaux | 10 pts                    |
| 9e                        | Sepp Kuss                 | États-Unis                | Jumbo-Visma                        | 9 pts                     |
| 10e                       | Enric Mas                 | Espagne                   | Movistar Team                      | 7 pts                     |

| Classement de la montagne | Classement de la montagne | Classement de la montagne | Classement de la montagne          | Classement de la montagne |
| Coureur                   | Coureur                   | Pays                      | Équipe                             | Points                    |
| ------------------------- | ------------------------- | ------------------------- | ---------------------------------- | ------------------------- |
| 1er                       | Damiano Caruso            | Italie                    | Bahrain Victorious                 | 28 pts                    |
| 2e                        | Romain Bardet             | France                    | Team DSM                           | 22 pts                    |
| 3e                        | Michael Storer            | Australie                 | Team DSM                           | 17 pts                    |
| 4e                        | Pavel Sivakov             | Russie                    | Ineos Grenadiers                   | 16 pts                    |
| 5e                        | Jack Haig                 | Australie                 | Bahrain Victorious                 | 15 pts                    |
| 6e                        | Primož Roglič             | Slovénie                  | Jumbo-Visma                        | 12 pts                    |
| 7e                        | Kenny Elissonde           | France                    | Trek-Segafredo                     | 11 pts                    |
| 8e                        | Rein Taaramäe             | Estonie                   | Intermarché-Wanty-Gobert Matériaux | 10 pts                    |
| 9e                        | Sepp Kuss                 | États-Unis                | Jumbo-Visma                        | 9 pts                     |
| 10e                       | Enric Mas                 | Espagne                   | Movistar Team                      | 7 pts                     |

| Classement du meilleur jeune | Classement du meilleur jeune | Classement du meilleur jeune | Classement du meilleur jeune | Classement du meilleur jeune |
| Coureur                      | Coureur                      | Pays                         | Équipe                       | Temps                        |
| ---------------------------- | ---------------------------- | ---------------------------- | ---------------------------- | ---------------------------- |
| 1er                          | Egan Bernal                  | Colombie                     | Ineos Grenadiers             | 38 h 42 min 32 s             |
| 2e                           | Aleksandr Vlasov             | Russie                       | Astana-Premier Tech          | + 1 min 26 s                 |
| 3e                           | Gino Mäder                   | Suisse                       | Bahrain Victorious           | + 2 min 08 s                 |
| 4e                           | Juan Pedro López             | Espagne                      | Trek-Segafredo               | + 4 min 37 s                 |
| 5e                           | Rémy Rochas                  | France                       | Cofidis                      | + 16 min 54 s                |
| 6e                           | Clément Champoussin          | France                       | AG2R Citroën Team            | + 19 min 10 s                |
| 7e                           | Michael Storer               | Australie                    | Team DSM                     | + 29 min 31 s                |
| 8e                           | Steff Cras                   | Belgique                     | Lotto-Soudal                 | + 31 min 54 s                |
| 9e                           | Mark Padun                   | Ukraine                      | Bahrain Victorious           | + 37 min 09 s                |
| 10e                          | Pavel Sivakov                | Russie                       | Ineos Grenadiers             | + 38 min 29 s                |

| Classement du meilleur jeune | Classement du meilleur jeune | Classement du meilleur jeune | Classement du meilleur jeune | Classement du meilleur jeune |
| Coureur                      | Coureur                      | Pays                         | Équipe                       | Temps                        |
| ---------------------------- | ---------------------------- | ---------------------------- | ---------------------------- | ---------------------------- |
| 1er                          | Egan Bernal                  | Colombie                     | Ineos Grenadiers             | 38 h 42 min 32 s             |
| 2e                           | Aleksandr Vlasov             | Russie                       | Astana-Premier Tech          | + 1 min 26 s                 |
| 3e                           | Gino Mäder                   | Suisse                       | Bahrain Victorious           | + 2 min 08 s                 |
| 4e                           | Juan Pedro López             | Espagne                      | Trek-Segafredo               | + 4 min 37 s                 |
| 5e                           | Rémy Rochas                  | France                       | Cofidis                      | + 16 min 54 s                |
| 6e                           | Clément Champoussin          | France                       | AG2R Citroën Team            | + 19 min 10 s                |
| 7e                           | Michael Storer               | Australie                    | Team DSM                     | + 29 min 31 s                |
| 8e                           | Steff Cras                   | Belgique                     | Lotto-Soudal                 | + 31 min 54 s                |
| 9e                           | Mark Padun                   | Ukraine                      | Bahrain Victorious           | + 37 min 09 s                |
| 10e                          | Pavel Sivakov                | Russie                       | Ineos Grenadiers             | + 38 min 29 s                |

| Classement par équipes | Classement par équipes             | Classement par équipes | Classement par équipes |
| Équipe                 | Équipe                             | Pays                   | Temps                  |
| ---------------------- | ---------------------------------- | ---------------------- | ---------------------- |
| 1re                    | Ineos Grenadiers                   | Royaume-Uni            | 115 h 49 min 03 s      |
| 2e                     | UAE Team Emirates                  | Émirats arabes unis    | + 11 min 31 s          |
| 3e                     | Movistar Team                      | Espagne                | + 15 min 47 s          |
| 4e                     | Bahrain Victorious                 | Bahreïn                | + 16 min 00 s          |
| 5e                     | Jumbo-Visma                        | Pays-Bas               | + 21 min 59 s          |
| 6e                     | Trek-Segafredo                     | États-Unis             | + 28 min 50 s          |
| 7e                     | Intermarché-Wanty-Gobert Matériaux | Belgique               | + 40 min 22 s          |
| 8e                     | AG2R Citroën Team                  | France                 | + 43 min 15 s          |
| 9e                     | Astana-Premier Tech                | Kazakhstan             | + 47 min 49 s          |
| 10e                    | Team DSM                           | Allemagne              | + 50 min 02 s          |

| Classement par équipes | Classement par équipes             | Classement par équipes | Classement par équipes |
| Équipe                 | Équipe                             | Pays                   | Temps                  |
| ---------------------- | ---------------------------------- | ---------------------- | ---------------------- |
| 1re                    | Ineos Grenadiers                   | Royaume-Uni            | 115 h 49 min 03 s      |
| 2e                     | UAE Team Emirates                  | Émirats arabes unis    | + 11 min 31 s          |
| 3e                     | Movistar Team                      | Espagne                | + 15 min 47 s          |
| 4e                     | Bahrain Victorious                 | Bahreïn                | + 16 min 00 s          |
| 5e                     | Jumbo-Visma                        | Pays-Bas               | + 21 min 59 s          |
| 6e                     | Trek-Segafredo                     | États-Unis             | + 28 min 50 s          |
| 7e                     | Intermarché-Wanty-Gobert Matériaux | Belgique               | + 40 min 22 s          |
| 8e                     | AG2R Citroën Team                  | France                 | + 43 min 15 s          |
| 9e                     | Astana-Premier Tech                | Kazakhstan             | + 47 min 49 s          |
| 10e                    | Team DSM                           | Allemagne              | + 50 min 02 s          |

## Abandons
- Aucun abandon.